# USS City of Corpus Christi (SSN-705)
USS City of Corpus Christi (SSN-705) — американская атомная подводная лодка типа «Лос-Анджелес». Названа в честь города Корпус-Кристи, штат Техас.
Первоначально лодка была названа USS Corpus Christi. Однако это название вызвало широкие протесты христианских общин, увидевшие кощунство в том, что военному кораблю дали имя, означающее на латыни «Тело Христово». В результате руководство ВМС США вынуждено было уточнить, что лодка названа в честь одноимённого города.
Строительство лодки велось на верфи Electric Boat в Гротоне (шт. Коннектикут), принадлежащей компании General Dynamics. Лодка заказана 31 октября 1973 года, заложена 4 сентября 1979 года, крещена и спущена на воду 25 апреля 1981 года, вошла в состав ВМС США 8 января 1983 года под командованием капитана 2 ранга Джерри Эллиса (англ. Commander W.G. «Jerry» Ellis).
Девиз корабля: «For God and Country» (Во имя Бога и страны).